# Jambu ozdobny
Jambu ozdobny (Jambu butantan) – gatunek pająka z rodziny ptasznikowatych.

## Taksonomia
Gatunek ten opisany został po raz pierwszy w 1998 roku przez Fernanda Péreza-Milesa na łamach „Bulletin of the British Arachnological Society” pod nazwą Cyriocosmus butantan. Jako lokalizację typową wskazano Balbinę w Presidente Figueredo w brazylijskim stanie Amazonas. Epitet gatunkowy pochodzi od Instituto Butantan w São Paulo. W 2005 roku Caroline Sayuri Fukushima, Rogeiro Bertani i Pedro Ismael da Silva przenieśli ów gatunek do rodzaju Hapalopus i jako pierwsi opisali jego samicę. W rodzaju Jambu umieszczony został natomiast w 2024 roku przez Laurę T. Miglio, Carlosa Perafána i Fernanda Péreza-Milesa.

## Morfologia
Samiec osiąga 14,4 mm długości ciała przy karapaksie długości 6,8 mm i szerokości 6,3 mm, a samica 29,7 mm długości ciała przy karapaksie długości 11,2 mm i szerokości 10,8 mm. Ubarwienie prosomy jest rudobrązowe do ciemnobrązowego, u samicy z szerokim, jasnożółtym obrzeżeniem karapaksu. Oczy pary przednio-środkowej leżą bardziej z tyłu niż przednio-bocznej, a tylno-środkowej bardziej z przodu niż tylno-bocznej. Jamka karapaksu jest poprzeczna, u samca prosta, a u samicy łukowata. Szczękoczułki u samca mają 9, a u samicy 14 zębów na krawędzi przedniej. Odnóża są jasnobrązowe do ciemnobrązowych. Pierwsza ich para u samca ma na goleni dwa haki (apofizy). Barwa opistosomy (odwłoka) jest jasnobrązowa, u samicy z wzorem. 
Nogogłaszczki samca mają apofizę na przednio-boczno-brzusznej stronie goleni zaopatrzoną na szczycie w dwa megakolce. Bulbus ma krótki embolus, długą, zaostrzoną i pozbawioną piłkowania apofizę paraemboliczną oraz wykształcony kil prolateralny dolny. Genitalia samicy zawierają pojedynczą, zesklerotyzowaną spermatekę sercowatego kształtu.

## Rozprzestrzenienie
Pajęczak neotropikalny, endemiczny dla Brazylii, znany ze stanów Amazonas i Pará.